# Dot.com
Dot.com é um filme português de comédia realizado por Luís Galvão Teles, estreado em 5 de abril de 2007. Foi gravado na aldeia de Dornes.
O filme tem cinco produtores: Portugal, Espanha, Irlanda, Inglaterra e Brasil.

## Sinopse
Águas Altas é uma pequena e bela aldeia portuguesa do interior. Composta por gente humilde, Águas Altas está prestes a ser o centro do mundo. Tudo porque uma multinacional sediada em Madrid quer reclamar o nome do seu site para lançar uma água com o mesmo nome. Mas no interior da aldeia há quem queira vender o site à multinacional e quem, por outro lado, se mostre irredutível. Um diferendo que cai nas bocas do mundo e que arrasta uma enorme tempestade mediática e uma intervenção directa do Primeiro Ministro português. Está nas mãos dos aldeões gerir uma questão de identidade nacional perante a «invasão» espanhola.

## Elenco
- João Tempera (Eng.º Pedro)
- María Adánez (Elena)
- Marco Delgado (Vitor)
- Isabel Abreu (Ana)
- Margarida Carpinteiro (Luísa)
- Lia Gama (Clara)
- José Eduardo (Mário)
- Maria José (Maria Madalena)
- Tony Correia (Osvaldo)
- Pedro Alpiarça (Inácio)
- Carlos Santos (Joaquim)
- Luís Lucas (Primeiro-Ministro)
- Rui Luís Brás (Rui)
- André Nunes (Fernando)
- Adriano Luz (Padre Felicidade)

## Prémios
- XV Caminhos do Cinema Português (2008) - Prémio do Público

## Nomeações
- Festival de Fotografia para Cinema Madridimagen, Espanha (2007) – Competição Internacional
- Festival Internacional de Fort Lauderdale, EUA (2007)– Em Competição
- Festival Internacional de Sacramento, EUA (2008) – Melhor Argumento e Melhor Fotografia
- Festival de Cinema de Sevilha, Espanha (2008) – Competição Eurimages

## Outros festivais em que participou
- Festival de Cinema do Rio, Brasil (2007)
- Festival Internacional do Cairo, Egipto (2008)
- Festival Latino-Americano, EUA (2008)
- Chicago Irish Film Festival, EUA (2008)
- FICA – Festival Internacional de Cinema do Algarve, Portugal (2008)
- Festival de Cinema Cinequest, EUA (2008)
- Festival de Galway, Irlanda (2008)
- Festival de Goa, Índia (2008)
- Festival de Sedona, EUA (2008)
- Festival Tiburón San Francisco, EUA (2008)
- Festival de Memphis, EUA (2008)